# Германско икономическо чудо
Германското икономическо чудо (на немски: Wirtschaftswunder) е периодът на бърз икономически растеж в Западна Германия в десетилетията след Втората световна война.
То започва с паричната реформа от 1948 година, която поставя началото на продължителен период с ниска инфлация. През следващите десетилетия страната се възстановява от положението на почти напълно унищожена през войната материална база до една от водещите европейски икономики, като средният растеж през 50-те години е 8%, а през 60-те години – 5%. Икономическата политика на страната през този период, провеждана от министъра на икономиката (1949 – 1963) и канцлер (1963 – 1966) Лудвиг Ерхард, следва концепцията на ордолиберализма за социално пазарно стопанство.